# Norway (Michigan)
Pour les articles homonymes, voir Norway.
Norway est une ville du comté de Dickinson, dans l'État du Michigan, aux États-Unis. En 2020, sa population était de 2 840 habitants.